# Parasthetops striatus
Parasthetops striatus är en skalbaggsart som beskrevs av Perkins 2008. Parasthetops striatus ingår i släktet Parasthetops och familjen vattenbrynsbaggar. Inga underarter finns listade i Catalogue of Life.